# Gamla staden, Jerusalem

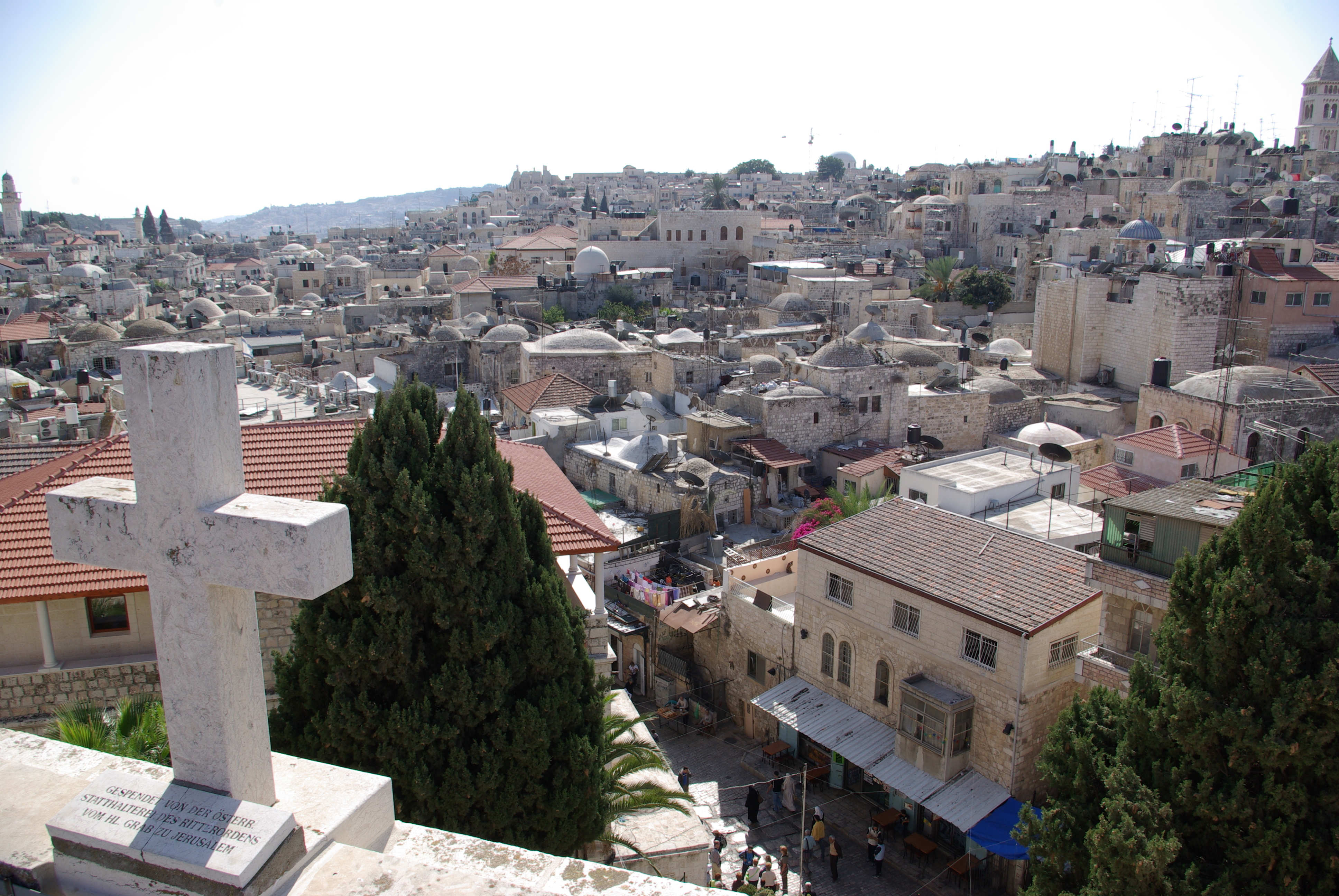
Gamla Jerusalem

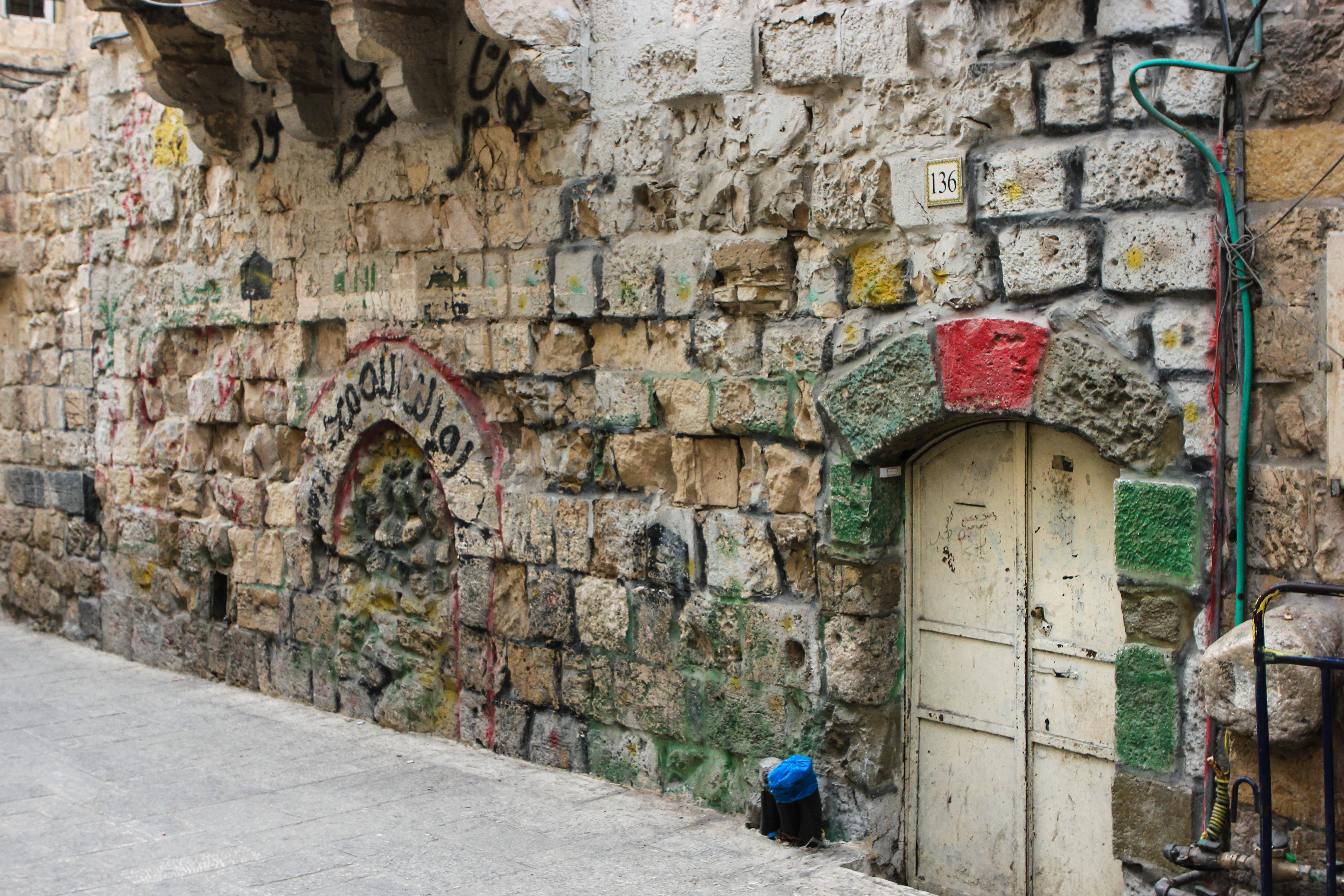
Gamla Jerusalem

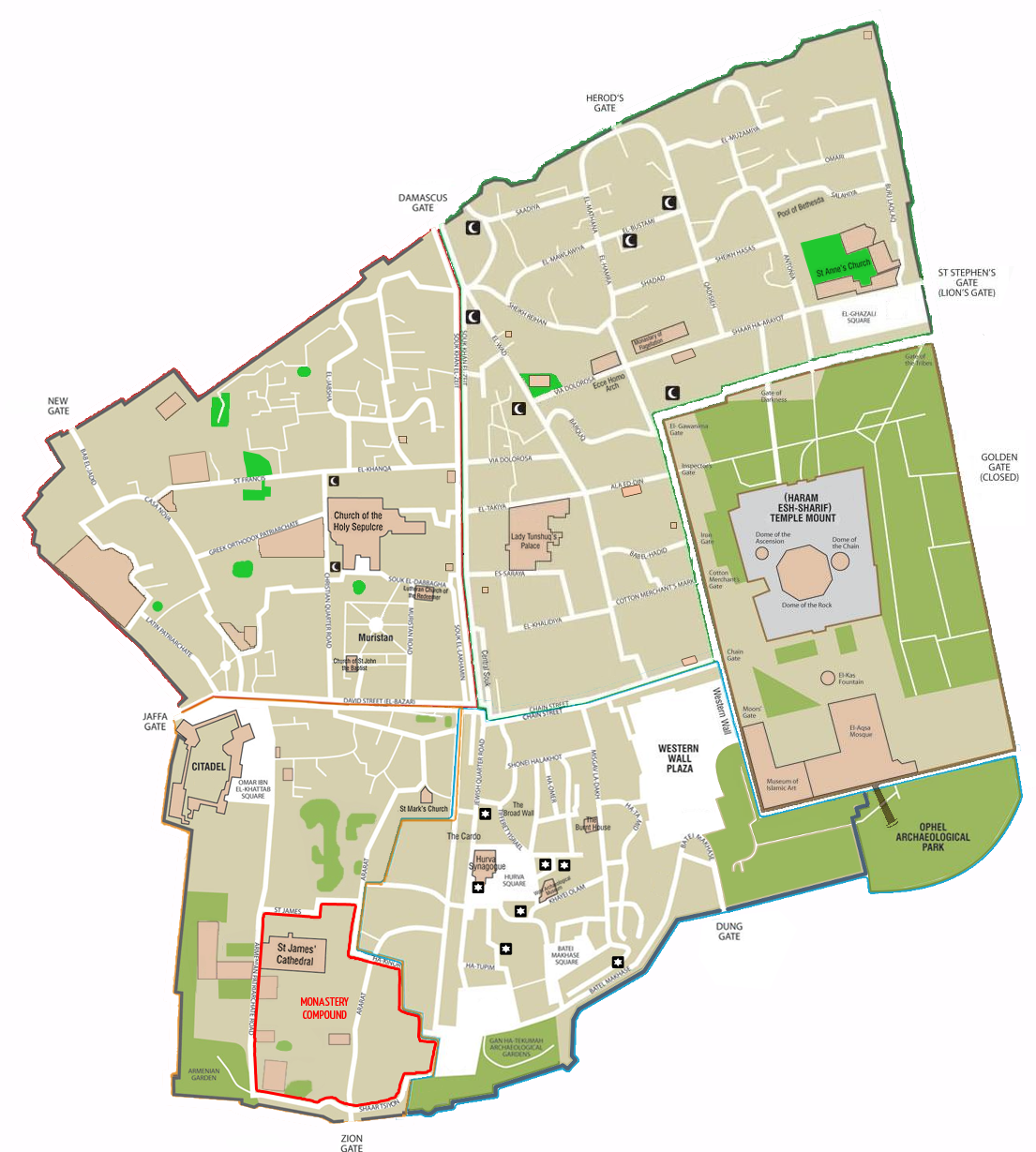
Gamla Jerusalem

Gamla staden i Jerusalem är muromgärdad och kan räkna sina anor långt tillbaka i tiden. Nuvarande Gamla Jerusalem är uppdelad i fyra kvadranter för olika folk.
Gamla staden är en del av Östra Jerusalem och ingår därmed i den av Israel ockuperade Västbanken. Israel har ensidigt annekterat Östra Jerusalem, men detta har inte accepterats av omvärlden.

## Viktiga platser
Sydöstra delen domineras helt av Tempelberget, som är omstritt som helig plats för alla de tre abrahamitiska världsreligionerna. Idag är det platsen för två för islam heliga byggnader, nämligen Klippdomen och Al-Aqsamoskén. En gång fanns där Salomos tempel, och det tempel som förstördes under första århundradet av vår tideräkning. I mitten av den östra sidan av Tempelberget finns den Gyllene porten.
På sydvästsidan av tempelberget finns Västra muren (klagomuren). 
Söder om Tempelberget finns den äldsta delen av Jerusalem, den så kallade Davids stad, eller Silwan som den kallas av de som bor där.
Uppståndelsekyrkan ligger i nordvästra kvarteret.
Via Dolorosa leder från Lejonporten i östra muren, mellan Tempelberget och Antoniaborgen fram till Uppståndelsekyrkan.